# ドミンゴ・ヘルマンの完全試合
ドミンゴ・ヘルマンの完全試合（ドミンゴ ヘルマンのかんぜんじあい、英：Domingo Germán's perfect game）では、2023年6月28日にアメリカ合衆国カリフォルニア州オークランドのオークランド・コロシアムで行われたメジャーリーグベースボール（MLB）、ニューヨーク・ヤンキース対オークランド・アスレチックスの試合において、ヤンキースの投手ドミンゴ・ヘルマンが記録した完全試合について取り上げる。
ヤンキースがアスレチックスに対し11点を挙げて大勝する中、この試合でヘルマンはMLB史上24人目の完全試合を達成し、ヤンキースの投手では史上4人目の記録となった。同時に、ヤンキースはMLB球団として初めて4回完全試合を達成した球団となった。またオークランド・コロシアムは、ヤンキー・スタジアムと共に、通算3度完全試合が達成された球場となった。

## 背景

### MLBにおける完全試合
MLBにおける完全試合は、投手が最低人数である相手打者合計27人と対戦し、その全員を凡退させるのが成立の条件である。ノーヒット・ノーランは、四死球、振り逃げ、野手選択、失策などが記録されても成立するが、完全試合はそれらも許されない。完全試合は野球の中で最も稀少かつ偉大な記録であるとされ、1876年以降MLBによって公式に認定された完全試合は24回のみである。ヘルマンによるこの記録は、2012年8月15日に、シアトル・マリナーズのフェリックス・ヘルナンデスがタンパベイ・レイズ戦にて記録して以来のMLB11年ぶりの完全試合であった。

### ドミンゴ・ヘルマン
ドミンゴ・ヘルマンは、2017年にニューヨーク・ヤンキースでMLBデビューを果たし、2019年までチームの先発ローテーションに加わっていた。しかし2020年1月、家庭内暴力の疑いを受けて、MLBによって81試合の出場停止処分を受け、結局2020年シーズンの全試合を欠場することとなった。その後の2シーズンは肩の故障に悩まされたいたが、2022年シーズン途中に復帰すると、その年は16試合（うち先発15試合）で2勝5敗、防御率3.61の成績を残した。2023年シーズンが始まり、チームの他の投手に怪我人が出るまで、ヤンキースはヘルマンを先発ローテーションの一員としては見ていなかった。
ヘルマンは完全試合の直前までシーズンを苦戦しており、2023年シーズンはそれまで4勝5敗、防御率5.10という成績だった。4月に粘着性物質に関するMLBの方針違反で警告を受けた後、5月には同方針違反で10試合の出場停止処分を受けていた。6月16日のレッドソックス戦ではわずか2イニングで自責点7を喫し、完全試合の直前のマウンドとなったその次の6月22日シアトル・マリナーズ戦では3回3分の1を投げてキャリアワーストの10失点を喫し、降板していた。

## 完全試合と付随する記録
ヘルマンは99球を投げて完全試合を達成すると同時に、マダックスも達成することとなった。彼にとってはこれがキャリア初の完投であった。投球99球のうち72球がストライク、球種は51球がカーブボール、30球が直球で平均球速92.5マイルを記録、そしてチェンジアップが17球、シンカーが1球とということだった。27アウトのうち9個が三振であった。特に変化球を効率的に使い、投じたカーブ51球のうち12球で空振りを奪い、27アウトのうち20アウトを変化球で奪った。
ニューヨーク・ヤンキースはこの試合で計11得点を挙げ、2012年のマット・ケインの完全試合でサンフランシスコ・ジャイアンツが記録した10得点を上回り、完全試合での最多得点記録となった。最後の打者のエステウリー・ルイーズが三塁ゴロを打ち、三塁手のジョシュ・ドナルドソンが一塁手のアンソニー・リゾに送球して、試合が終了した。
ヘルマンはこの試合でMLB通算500奪三振を達成した。1956年のドン・ラーセン、1998年のデビッド・ウェルズ、1999年のデビッド・コーンに次ぎ、ヤンキース史上4度目の完全試合となった。MLBでは2012年8月15日のフェリックス・ヘルナンデスの完全試合以来初の11年ぶりの達成となり、ピッチクロック導入後初、ドミニカ共和国出身の投手による初の達成でもあった。また、ラテンアメリカ出身のヤンキースの投手で初めてノーヒットノーランを達成した。
ヘルマンは上述のように2023年シーズンを苦しんでおり、前回登板は10失点を喫していたが、前回先発で10失点以上を記録した試合で完全試合を達成したのは彼がMLB初だった。
オークランド・コロシアムには1万2479人のファンが来場し、その多くがヤンキースのファンだった。この試合はYESネットワークとNBCスポーツ・カリフォルニアで局地中継されており、2010年に完全試合を達成した元アスレチックス投手のダラス・ブレーデンが、NBCスポーツ・カリフォルニアでアスレチックスの解説者を務めていた。

## 反応

### ニューヨーク・ヤンキース側の反応
ヘルマンは試合後YESネットワークの取材で、試合中いつから完全試合を意識し始めるようになったかという質問に対し、「試合中ずっと」と答えた。そして、「私のキャリアの中でこのようなことを達成できたことは、私にとって永遠に記憶に残り、歴史の一部となり、とてもエキサイティングなことだ。」と言った。
2021年にコーリー・クルーバーが達成したノーヒットノーランで捕手を務め、この試合でもヤンキースの捕手を務めたカイル・ヒガシオカは試合後、「ドミンゴのことをただただうれしく思う。彼はここ数試合の先発がうまくいかず、少し引きずっていた」「彼がこんなことをして、本来の自分を取り戻すなんて。私はいつも、彼はこのようなことをし得るのではないかと思っていた。今夜それがすべて一つにまとまったのは、本当に素晴らしいことだ。」と語り、更に投球内容については「私はこの試合の乗客だった……そしてまさにドミンゴが船頭だった。」と語った。

### オークランド・アスレチックス側の反応
アスレチックス監督のコッツェイは、ヘルマンの投球内容について、「彼がストライクゾーン内に的確に投げていたのは明らかだった。9回まで進んで走者がいなければそこに投げないわけにはいかないだろう」とし、自軍の打線については「全体的に、攻撃面で我々のアプローチは良くなかった。このゲームの彼の投球に対して何も出来なかった。」と語った。

## スコア
|                              | 1 | 2 | 3 | 4 | 5 | 6 | 7 | 8 | 9 | R  | H  | E |
| ---------------------------- | - | - | - | - | - | - | - | - | - | -- | -- | - |
| ニューヨーク・ヤンキース     | 0 | 0 | 0 | 1 | 6 | 0 | 1 | 0 | 3 | 11 | 11 | 0 |
| オークランド・アスレチックス | 0 | 0 | 0 | 0 | 0 | 0 | 0 | 0 | 0 | 0  | 0  | 0 |

1. NYY：ヘルマン（9回）
2. OAK：シアーズ（4回）、藤浪（2回）、リオス（0回）、プルイット（2回）、ロング（英語版）（1回）
3. 勝利：ヘルマン（5勝5敗）
4. 敗戦：シアーズ（1勝6敗）

| NYY  | NYY  | NYY                  |
| 打順 | 守備 | 選手                 |
| ---- | ---- | -------------------- |
| 1    | [ニ] | DJ・ルメイユ         |
| 2    | [指] | G・トーレス          |
| 3    | [一] | A・リゾ              |
| 4    | [右] | G・スタントン        |
|      | 走右 | O・カブレラ          |
| 5    | [中] | H・ベイダー          |
| 6    | [三] | J・ドナルドソン      |
| 7    | [左] | カイナー＝ファレファ |
| 8    | [捕] | K・ヒガシオカ        |
| 9    | [遊] | A・ボルピー          |

| OAK  | OAK  | OAK               |
| 打順 | 守備 | 選手              |
| ---- | ---- | ----------------- |
| 1    | [ニ] | T・ケンプ         |
| 2    | [一] | R・ノダ           |
| 3    | [左] | B・ルッカー       |
| 4    | [指] | C・ペレス         |
| 5    | [右] | S・ブラウン       |
| 6    | [三] | J・ブライド       |
| 7    | [遊] | A・ディアス       |
| 8    | [捕] | S・ランゲリアーズ |
| 9    | [中] | E・ルイーズ       |